# Тернопільське братство
Тернопільське братство — національно-релігійна громадська організація, заснована православними міщанами в Тернополі при церковній парафії міста.

## Відомості

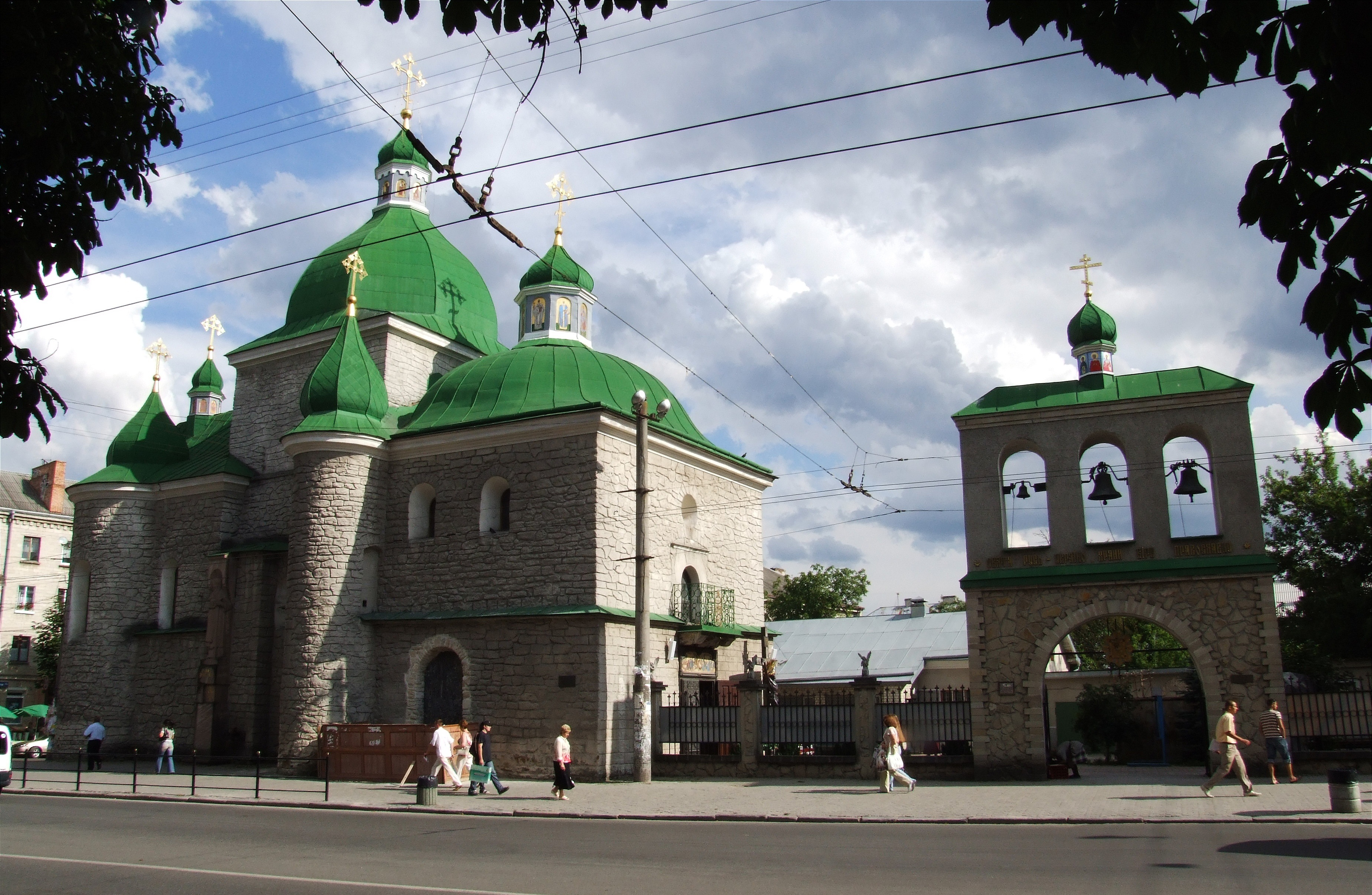

Згідно з традиційними уявленнями зять засновника Тернополя, князь Василь-Костянтин Острозький у 1570 р. виділив 235 морґів землі, кошти на утримання школи і шпиталю для пристарілих і хворих людей. Міщанське братство збудувало для шпиталю приміщення і утримувало сиротинець, який вели Сестри Служебниці. Братство протягом кількох століть розширювало свою діяльність, як і інші братства, було опорою руського (українського) народу в міських громадах.
Можливо, що з діяльністю братства пов'язаний Лука із Тернополя, котрий У 1569 р. переклав Старий Заповіт.

### Проблеми дослідження братства
Л. Тимошенко у своїй статті «Тернопільське братство Різдва Христового у світлі маловідомих та нововіднайдених джерел (друга половина XVI—XVII ст.).» наголошує на деяких проблемах дослідження Тернопільського братства.
Загалом висвітлення початкової історії Тернопільського братства ускладнюється відсутністю оригіналів документів та певними неузгодженнями в їхньому датуванні. Крім того, було кілька фундаційних грамот — 1560, 1570 і 1593 рр. В архівах зберігаються лише копії цих документів, деякі з яких зроблені вже ХХ ст. Проте оригінали були доступними ще О. Терлецькому, котрий 1909 року видав працю «Василь-Костянтин князь Острозький. Історія фундації князя Острозького в Тернополі». Це все ускладнює питання з'ясування статусу братства, адже Тернопіль був приватним містом зі своїми особливостями місцевого самоврядування. Також незрозумілий статус князя В.-К. Острозького в Тернополі, оскільки до 1567 року містом володіла його дружина Софія (бл.1534— 1.7.1570 ), донька засновника міста Яна Амора Тарновського, а після її смерті до 1594 р. сини її та В.-К. Острозького.
Крім того, у фундушах та фундаційних грамотах відсутнє слово братство, однак йдеться про утворення схожої на нього мирянської організації при церкві Різдва Христового, з прописаними функціями і правами, але без окремого статуту. «Братство» відсутнє й у документах цієї організації XVII ст. Тому український історик Ярослав Ісаєвич не визнавав Тернопільське братство власне братством.
Статутні пункти прописані у фундушах: "вісімка старійшин, їх обрання і підзвітність, правила призначення священика, його незалежність, та ін.

### «Шпитальна фундація» і кураторія
Основою для заснування Тернопільського братства стала «Шпитальна фундація» князя В.-К. Острозького при церкві Різдва Христового. Князь подарував фундації земельну ділянку для шпиталю, де могли лікуватися православні розміром 235 моргів землі. Межі ділянки: «волоку адо лан від села Біла» «до вжитку на вічні часи», як також «і в другій стороні від Березовиці» «лан для цього шпиталю від теребовлянського шляху» і встановив кураторію з восьми, а згодом із десяти міщан, що мала право назначати священика і наглядати над дяком, дияконом, проскурницею та шпиталем. Цій кураторії підлягала також Надставна церква.
4 вересня 1593 р. В.-К. Острозький поширив грамоту з 1570 р., зв'язуючи братство з парафією Тернополя. Зробив він це через труднощі, що їх мала кураторія у своїй праці за минулих 23 роки. Тернопільські міщани — члени кураторії твердили, що «деякі з тих церковних опікунів (з-поміж перших вісьмох членів кураторії) (Душин Олехович, Грицько, Вайєвич, Марк Суконник, Симеон Личковецький, Андрей Крупка, Тимко Крамар, Лука Гороховський, Лукаш Дияк) померли, і цей лист і перша фундація з їх смертю десь поділася і всі їхні справи йдуть в безлад». Тому вони просили, щоб князь відновив і затвердив першу фундацію. Острозький задовольнив прохання тернопільських міщан і збільшив кураторію до десяти членів. Члени кураторії дістали також привілей — звільнення від податків, як публічні урядовці. Вони складали щороку звіт із прибутків і видатків намісникові князя в замку. Також князь на вічні часи звільнив від усіх міських і замкових податків як «samego popa, dyakona і innich sług cerkiewnych», так і їх дім та фондовані шпитальні поля (церкві було надано «два ланы на издержки церковни и шпитальни»). Міщани ж отримали дозвіл на будівництво церкви Різдва Христова (Зеленої церкви), яка була збудована вже на початку 17 ст.

### Відносини кураторії з Острозьким
Існує думка, що відновлення й повторне потвердження першої грамоти В. К. Острозького з 1570 р. може свідчити про те, що у взаєминах між братством і єпископом, чи місцевим парохом, не все було гаразд. Братство, «побіч втягнення в засяг своїх інтересів винятково церковно-культурних, стало вмішуватись також у чисто церковні справи та створювати конфлікти». Це могло бути пов'язаним з тим, що тернопільські міщани пішли дещо задалеко у виконуванні наданих їм Острозьким повноважень. Проте Острозький все ж таки поступився братству. Цьому могло, правда, посприяти перебування у Тернополі патріарха Єремії II Траноса у 1589 році. Проте немає документальних підтверджень контакту між Братством і Патріархом. Є лише інформація про перебування патріарха Єремії II Траноса в місті, а також певні його дії: створення Рогатинського братства, а також духовний суд у справі братств (завершений у Кам'янці-Подільському).

### Розвиток братства. Братська школа
Грамота князя Острозького з 1593 року поширювала права та обов'язки братства й згадувала також про школу з слов’яно-руською мовою навчання, яка, можливо, вже тоді існувала. Підтримуване за життя Острозького, братство, продовжувало розвиватися і по його смерті (1608 р.). Завдяки матеріальним засобам воно могло навіть поширити свою діяльність у другій половині XVII століття на молодь, заклавши 1668 р. при церковній школі «Братство благочестивих і благонадійних младенцов в мисті Тернополи обитающих», затверджене єпископом Йосифом Шумлянським.

## Зауваги
1. ↑  Тимошенко Л. вказав 1567 як рік її смерті → Тимошенко Л. Тернопільське братство Різдва Христового у світлі маловідомих та нововіднайдених джерел… — С. 674.